# Клек (полуострво)
Клек је полуострво у Јадранском мору који припада највећим дијелом Босни и Херцеговини, а мањим дијелом Хрватској.
Полуострво Клек је дуго око 6,5 километара и у просјеку је широко 600 метара. Заједно са Неумом затвара мали залив који припада Босни и Херцеговини. Клек је окружен многобројним мањим острвима, од којих Велики Шкољ и Мали Шкољ припадају БиХ, мада их Парламентарна скупштина Босне и Херцеговине никада није верификовала. У близини се такође налази велико полуострво Пељешац који је у цјелости у саставу Хрватске.
Босанскохерцеговачки дио полуострва Клека се налази у општини Неум, а Дејтонским споразумом је припао Федерацији Босне и Херцеговине, односно Херцеговачко-неретванском кантону.
Хрватски дио Клека припада Дубровачко-неретванској жупанији.

## Историја
Полуострво Клек, као и Неум, су припадали Дубровачкој републици све док 1718. године када је Пожаревачким миром уступила Османском царству. Клек, заједно са остатком Босне и Херцеговине бива окупиран од Аустроугарске 1878. године. Уласком БиХ у Југославију улази и Клек и у Југославији остаје све до 1992. године.
1991. године, оцјепљењем Републике Хрватске од остатка Југославије, дио Клека улази у њен састав, а затим 1992. године, независношћу Босне и Херцеговине, други, већи дио полуострва постаје дио БиХ.